# Jim Clyburn
Pour les articles homonymes, voir Clyburn.
James Enos Clyburn, dit Jim Clyburn, né le 21 juillet 1940 à Sumter (Caroline du Sud), est un homme politique américain. Membre du Parti démocrate, il est élu du 6e district congressionnel de Caroline du Sud à la Chambre des représentants des États-Unis depuis 1992. Il est élu du seul district à majorité noire de cet État, district qui inclut Florence, Sumter et de larges parties de Columbia et Charleston.
Il fait partie de l'équipe des whips du Parti démocrate au Congrès. Entre 2019 et 2023, il est la troisième personnalité démocrate la plus importante dans l'ordre protocolaire de la Chambre des représentants, après la présidente Nancy Pelosi et le chef de la majorité Steny Hoyer. Il est le second Afro-Américain (après Bill Gray, de 1989 à 1991) et le premier Sud-Carolinien à occuper la fonction de majority whip.

## Prises de position
Jim Clyburn, élu pour la première fois à la Chambre des représentants le 3 novembre 1992, il est réélu sans interruption dans le 6e district congressionnel de Caroline du Sud, apporte son soutien à Joe Biden lors des primaires démocrates pour l'élection présidentielle de 2020 et déclare notamment, que la nomination de Bernie Sanders rendrait difficile la conservation par les démocrates des circonscriptions serrées que le parti gagne à l'occasion des élections de la Chambre des représentants de 2018.
Le jour de l'investiture de Joe Biden, Clyburn déclare que l'ancien président George W. Bush lui avait dit : « Vous savez, vous êtes le sauveur, car si vous n'aviez pas [soutenu] Joe Biden, nous n'aurions pas ce transfert de pouvoir aujourd'hui ».
Il estime Donald Trump semblable à Benito Mussolini, ou encore que « Poutine est Hitler ».

## Sources
- (en) Cet article est partiellement ou en totalité issu de l’article de Wikipédia en anglais intitulé « Jim Clyburn » (voir la liste des auteurs).